# Leoncjusz Wybranowski
Leoncjusz Filip Kornel Wybranowski herbu Poraj (ur. w 1817 w Chrząstowicach - zm. w 1902 w Drohiczówce) – ziemianin, powstaniec styczniowy, działacz gospodarczy, poseł do galicyjskiego Sejmu Krajowego
Ziemianin, właściciel dóbr Drohiczówka w powiecie zaleszczyckim. Od 1860 członek, w latach 1868–1871 członek oddziału zaleszczyckiego, w latach 1872–1897 oddziału buczacko-czortkowsko-zaleszczyckiego Galicyjskiego Towarzystwa Gospodarskiego. Członek Komitetu GTG (26 maja 1876 - 15 czerwca 1892). Członek (1884) i prezes (1869–1876) Wydziału Okręgowego w Zaleszczykach oraz w l. 1871–1873 i 1884–1889 delegat na walne zgromadzenie, także członek rady nadzorczej (1879–1881, 1885–1902) Galicyjskiego Towarzystwa Kredytowego Ziemskiego. Zastępca prezesa rady nadzorczej Banku Zaliczkowego we Lwowie (1892–1902).
Po wybuchu powstania styczniowego w 1863 był członkiem Komitetu Obywatelskiego Galicji Wschodniej i naczelnikiem obwodu czortkowskiego.
Poseł do Sejmu Krajowego Galicji I kadencji (1861–1865), wybrany w I kurii obwodu Czortków, z okręgu wyborczego Czortków. 28 grudnia 1865 na jego miejsce wybrano Józefa Geringera.
Członek Rady Powiatowej (1867–1874) wybrany w kurii I (większej własności), oraz prezes (1869–1870) i członek (1871–1874) Wydziału Powiatowego w Zaleszczykach. Członek powiatowej komisji szacunkowej podatku gruntowego w Zaleszczykach (1871–1878). Zastępca członka Podkomisji Krajowej Podatku Gruntowego w Tarnopolu (1880–1883). Członek Szkolnej Rady Okręgowej w Czortkowie (1872–1877).

## Rodzina
Urodził się w rodzinie ziemiańskiej. Syn Antoniego Wybranowskiego (1790–1840) i Modesty z Cieńskich. Jego bratem był ziemianin i właściciel  Trojanówki w pow. czortkowskim Celestyn Wybranowski (ur. 1815), miał także przyrodniego brata Aleksandra (1826 - 1910). Ożenił się w 1845 z Matyldą z domu Heydel. Mieli syna Leoncjusza (1860–1915) ożenionego z artystką teatralną Jadwigą Stanisławą Mrozowską (1880–1966).